# Cross Roads, Pennsylvania
Cross Roads là một thị trấn thuộc quận York, tiểu bang Pennsylvania, Hoa Kỳ. Năm 2010, dân số của thị trấn này là 512 người.